# Тресков (Пенсільванія)
Тресков (англ. Tresckow) — переписна місцевість (CDP) в США, в окрузі Карбон штату Пенсільванія. Населення — 849 осіб (2020).

## Географія
Тресков розташований за координатами 40°54′58″ пн. ш. 75°57′56″ зх. д. / 40.91611° пн. ш. 75.96556° зх. д. (40.915975, -75.965673).  За даними Бюро перепису населення США в 2010 році переписна місцевість мала площу 4,61 км², уся площа — суходіл.

## Демографія
Згідно з переписом 2010 року, у переписній місцевості мешкало 880 осіб у 381 домогосподарстві у складі 245 родин. Густота населення становила 191 особа/км².  Було 424 помешкання (92/км²).
Расовий склад населення:
| - 98,8 % — білих - 0,2 % — чорних або афроамериканців |

До двох чи більше рас належало 0,6 %. Частка іспаномовних становила 2,0 % від усіх жителів.
За віковим діапазоном населення розподілялося таким чином: 18,4 % — особи молодші 18 років, 58,9 % — особи у віці 18—64 років, 22,7 % — особи у віці 65 років та старші. Медіана віку мешканця становила 47,2 року. На 100 осіб жіночої статі у переписній місцевості припадало 100,0 чоловіків;  на 100 жінок у віці від 18 років та старших — 89,9 чоловіків також старших 18 років.
Середній дохід на одне домашнє господарство  становив 51 919 доларів США (медіана — 41 607), а середній дохід на одну сім'ю — 61 043 долари (медіана — 55 417). Медіана доходів становила 47 273 долари для чоловіків та 35 288 доларів для жінок. За межею бідності перебувало 7,3 % осіб, у тому числі 17,9 % дітей у віці до 18 років та 4,8 % осіб у віці 65 років та старших.
Цивільне працевлаштоване населення становило 370 осіб. Основні галузі зайнятості: виробництво — 24,1 %, освіта, охорона здоров'я та соціальна допомога — 23,8 %, транспорт — 12,7 %, роздрібна торгівля — 9,7 %.